# درنای تاج‌دار خاکستری
درنای تاج‌دار خاکستری (نام علمی: Balearica regulorum) نام یک گونه از سرده درناهای تاج‌دار است.